# Дулебинский сельский округ
Дулебинский сельский округ — упразднённая административно-территориальная единица, существовавшая на территории Озёрского района Московской области в 1994—2006 годах.
Облезьевский сельсовет был образован в первые годы советской власти. По данным 1923 года он входил в состав Богатищевской волости Каширского уезда Московской губернии.
В 1926 году Облезьевский с/с включал 1 населённый пункт — деревню Облезьево.
В 1929 году Облезьевский сельсовет вошёл в состав Каширского района Серпуховского округа Московской области. При этом к нему были присоединены Фроловский и Храбровский с/с.
7 января 1939 года Облезьевский с/с был передан в Озёрский район.
В начале 1950-х годов из Клишинского с/с в Облезьевский было передано селение Бутьково.
14 июня 1954 года центр Облезьевского с/с был перенесён из Облезьево в Дулебино, а сам сельсовет переименован в
Дулебинский сельсовет
3 июня 1959 года Озёрский район был упразднён и Дулебинский с/с был передан в Коломенский район.
20 августа 1960 года селение Бутьково было возвращено из Дулебинского с/с в Клишинский.
1 февраля 1963 года Коломенский район был упразднён и Дулебинский с/с вошёл в Коломенский сельский район. 11 января 1965 года Дулебинский с/с был возвращён в восстановленный Коломенский район.
13 мая 1969 года Дулебинский с/с был передан в восстановленный Озёрский район.
3 февраля 1994 года Дулебинский с/с был преобразован в Дулебинский сельский округ.
10 июля 2001 года центр Дулебинского с/о был перенесён из деревни Дулебино в деревню Облезьево.
В ходе муниципальной реформы 2004—2005 годов Дулебинский сельский округ прекратил своё существование как муниципальная единица. При этом все его населённые пункты были переданы в сельское поселение Клишинское.
29 ноября 2006 года Дулебинский сельский округ исключён из учётных данных административно-территориальных и территориальных единиц Московской области.